# Alloxysta macrophadna
Alloxysta macrophadna är en stekelart som först beskrevs av Hartig 1841.  Alloxysta macrophadna ingår i släktet Alloxysta, och familjen glattsteklar. Arten är reproducerande i Sverige.